# Volcano (Californie)
Pour les articles homonymes, voir Volcano.

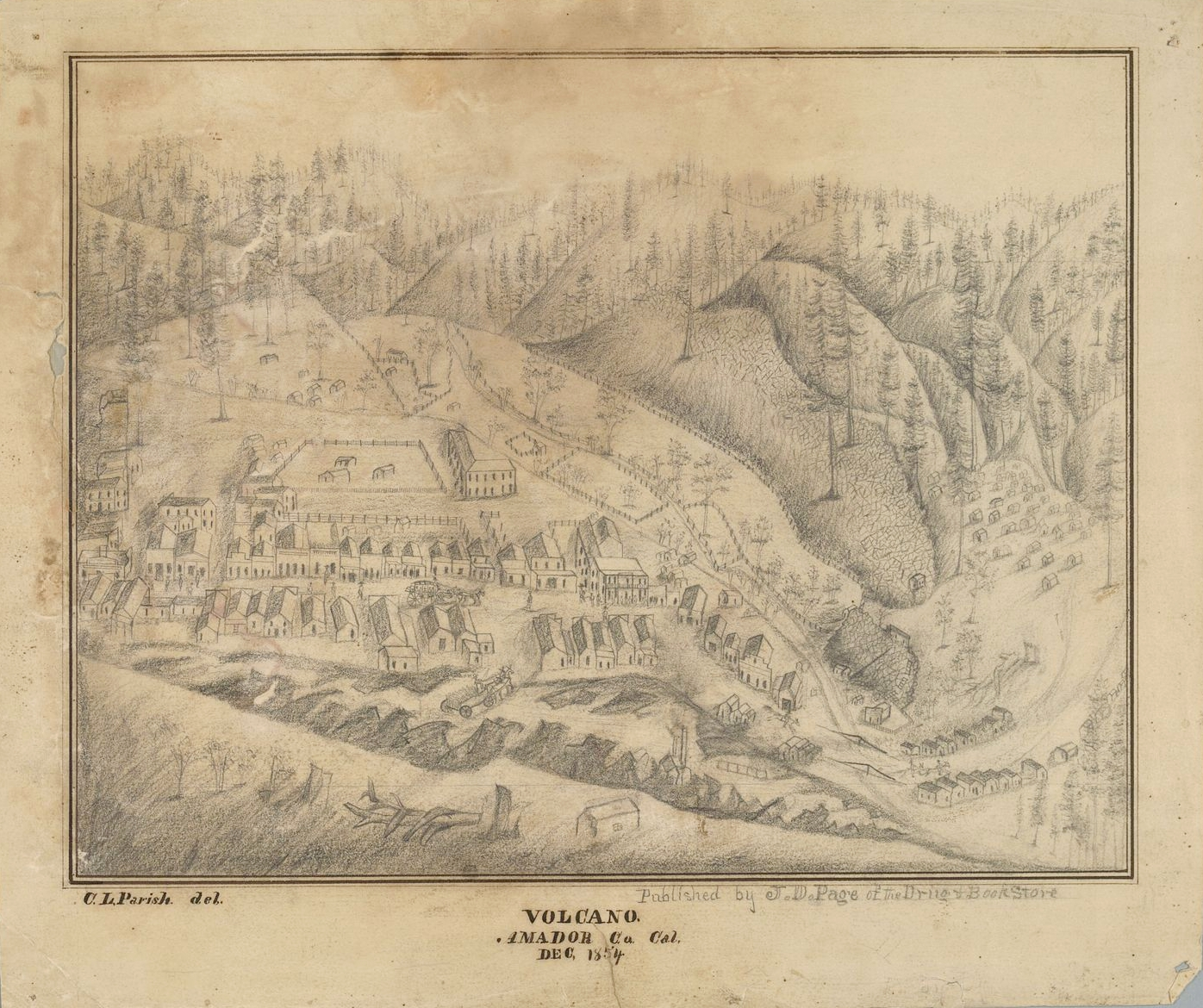
Dessin sur papier de Volcano, Californie

Volcano (appelé aussi Soldier's Gulch) est une localité du Comté d'Amador en Californie.

## Démographie
| 2000 | 2010 | - | - | - | - |
| ---- | ---- | - | - | - | - |
| 82   | 115  | - | - | - | - |